# Johnny Dumfries
 John Colum Crichton-Stuart setè Marquès de Bute  més conegut per Johnny Dumfries va ser un pilot de curses automobilístiques escocès que va arribar a disputar curses de la Fórmula 1.
Va néixer el 26 d'abril del 1958 a Rothesay, Illa de Bute, Escòcia.

## A la F1
Johnny Dumfries va debutar a la primera cursa de la temporada 1986 (la 37a temporada de la història) del campionat del món de la Fórmula 1, disputant el 23 de març del 1986 el G.P. dr Brasil al circuit de Jacarepaguá.
Va participar en un total de setze curses puntuables pel campionat de la F1, disputades en una única temporada (1986), aconseguint una cinquena posició com millor classificació en una cursa i assolí tres punts pel campionat del món de pilots.
Ja fora de la F1 va disputar moltes altres curses, destacant la seva victòria a les 24 hores de Le Mans de l'any 1988.

## Resultats a la Fórmula 1
| Any  | Equip                          | Xassís | Motor   | 1     | 2       | 3       | 4       | 5       | 6       | 7       | 8       | 9     | 10      | 11    | 12      | 13      | 14    | 15      | 16    | Posició | Punts |
| ---- | ------------------------------ | ------ | ------- | ----- | ------- | ------- | ------- | ------- | ------- | ------- | ------- | ----- | ------- | ----- | ------- | ------- | ----- | ------- | ----- | ------- | ----- |
| 1986 | John Player Special Team Lotus | Lotus  | Renault | BRA 9 | ESP Ret | SMR Ret | MON NVQ | BEL Ret | CAN Ret | E.USA 7 | FRA Ret | GBR 7 | ALE Ret | HUN 5 | AUT Ret | ITA Ret | POR 9 | MEX Ret | AUS 6 | 13è     | 3     |

### Resum
| Curses: | Victòries: | Pòdiums: | Poles: | Voltes ràpides: | Punts: |
| ------- | ---------- | -------- | ------ | --------------- | ------ |
| 16 (15) | 0          | 0        | 0      | 0               | 3      |